# Choucri Cardahi
Choucri Cardahi (ou Cordahi , 7 avril 1890 Beyrouth - 8 juillet 1973  Beyrouth) fut « l'une des grandes figures de la science juridique libanaise, dont l'enseignement à l'université Saint-Joseph de Beyrouth (USJ) de 1920 à 1961 marqua des générations de juristes libanais ».
Outre ses nombreuses fonctions et publications juridiques, il fut l'auteur d'ouvrages portant sur la littérature française où s'exprime le sentiment religieux. Inspiré du jusnaturalisme classique, il envisageait le droit "non à l'état latent, statique, mais dans toute la force de son dynamisme, aux prises avec les difficultés de la vie contemporaine, en pleine action dans la conjoncture inextricable où les révolutions idéologiques, politiques et économiques d'après-guerre ont placé la société actuelle".
Ses ouvertures au-delà de son domaine académique d'appartenance en ont fait l'un des premiers juristes au Liban à traiter de problèmes à la croisée du droit et de l'éthique, de l'histoire et de la sociologie. Comme son maître Édouard Lambert, il voyait dans l'approche comparative une voie de rapprochement entre les peuples.

## Parcours
Elève du Collège des Jésuites de Beyrouth (1898-1906), diplômé en droit des facultés de Paris et d'Aix-Marseille, il s'installe en Égypte où avaient émigré des membres de sa famille originaire du Chouf. Elle comptait des pionniers du théâtre dans le monde arabe, ses cousins Soliman Cardahi et Boulos Cordahi (Syro-Libanais d'Égypte). Il co-fonde une Association de la jeunesse syrienne d'Égypte pour "secourir tous les Syriens qui auraient recours à elle, sans distinction de religion" et "subventionner des écrivains ou littérateurs". Il exerce la profession d'avocat près des juridictions mixtes.
Revenu au Liban en 1920, Choucri Cardahi enseignera, jusqu'à sa retraite, à l'École française de droit de Beyrouth, fondée en 1913 et devenue, après la fin du mandat, la Faculté de droit et de sciences politiques de l'USJ.
En octobre 1920, il succède à Charles Debbas à la Commission Arbitrale d'expropriation. En janvier 1921, il est l'un des membres fondateurs du Parti du Progrès avec Michel Chiha, Béchara el-Khoury, Alfred Naccache, Jean de Freige, Émile Eddé et Youssef Gemayel.
Ministre de la justice (grec-catholique) dans les gouvernements de Béchara el-Khoury de 1927 et 1928 et de Habib Pacha es-Saad (août 1928 à mai 1929), il est ensuite Président de la Chambre administrative (Conseil d’État d'alors) et Premier président honoraire de la Cour de cassation (1931-1937).
L'un des membres du Comité consultatif de législation appelé à travailler sur le projet de Louis Josserand pour un Code libanais des obligations et des contrats, il participe à sa finalisation et à son adoption en 1934. Choucri Cardahi chercha à faire évoluer ce Code notamment en y introduisant la révision du contrat pour cause d'imprévision.
Il enseigne à l'Académie de droit international de La Haye; son cours porte en 1933 sur Le Mandat de la France en Syrie et au Liban puis, en 1937, sur La Conception et la Pratique du droit international privé dans l'Islam
Ses collègues à la Faculté de Droit de Beyrouth comptaient, outre des juristes libanais tels Emile Tyan, Bichara Tabbah et Edmond Rabbath: Paul Collinet, Louis Josserand, André Hauriou, André Philip, Gaston Leduc, P. Capitant, Benoît Arène, Antoine Mazas. Membre actif de plusieurs institutions dont l'Institut de droit comparé de Paris, C. Cardahi était en contact régulier avec des comparatistes du monde entier, en particulier : Edouard Lambert (son maître depuis ses années d'études), Léon Julliot de la Morandière, René Cassin, Abd el-Razzâq el-Sanhourî, Boris Mirkine-Guetzévitch, Jean-Paulin Niboyet, Georges Scelle, Manley Ottmer Hudson, H. Gutteridge, V.-V. Orlando (Italie); Chao Lung Yang (Chine); Henri Donnedieu de Vabres, Marc Ancel.
Parmi ses nombreux étudiants, certains, tel Charles Hélou, sont devenus présidents de la république du Liban mais du point de vue juridique comptent probablement davantage les enseignants en droit; ainsi Jean Baz (promotion USJ 1930) président du Conseil d'État dans les années 60, Wajdi Mallat (en) (promo USJ 1941) président du Conseil constitutionnel (1994-97), Pierre Safa (promo USJ 1945), Mélinée Topakian (promo USJ 1955) première femme doyen d'une faculté de droit dans le monde arabe, Joseph Chaoul (promo USJ 1955) devenu également président du Conseil d'Etat (1990-1998) et ministre de la justice (1998-2000), Ibrahim Najjar (promo USJ 1963) également ministre de la justice (2008-2011).

## Pensée
Dans le domaine juridique et judiciaire, Choucri Cardahi plaidait pour un rôle accru du juge dans l'élaboration du droit et regrettait que le projet de Code de procédure libanais ne s'affranchisse pas assez du formalisme excessif du Code de procédure français. À ce sujet, comme en rapport à l'indépendance des juges, ses quelques recommandations restent d'actualité.
Déployant une approche comparative, il pensait constater une moralisation progressive du droit, son humanisation patente et se réjouissait de cette évolution altruiste, solidariste, sociale. Un exemple illustrant les fondements de son réformisme juridique et social peut se trouver dans (les extraits de) cette lettre à L. Josserand en date du 5 juillet 1936, à l'occasion des travaux de la commission législative sur les risques professionnels et les indemnités :
Je vous remercie infiniment pour l’envoi de votre remarquable livre Évolutions et Actualités. Je ne l’ai reçu que dernièrement, en même temps que M. Mazas. J’ai été très touché et flatté de la dédicace dans laquelle vous avez bien voulu marquer toute votre bienveillance à mon égard.
Inutile de vous dire le plaisir et le grand profit que j’ai eu à lire et parfois relire cette vaste synthèse, présentée en une langue claire et élégante, de l’état actuel de la science juridique sur les problèmes les plus passionnants du droit moderne.
(...)
Je vous avoue franchement que, tout en étant attaché, tant par éducation que par tournure d’esprit, à une conception traditionnelle du droit, je ne puis pas cependant comprendre l’opposition irréductible manifestée dans certains rangs, contre l’évolution qui s’est produite dans le domaine du droit, évolution rendue pourtant nécessaire par la physionomie actuelle de la civilisation. Crier au scandale quand un ouvrier, à la faveur du risque professionnel et au mépris des principes de la faute aquilienne, touche une indemnité pour un dommage qui lui est survenu dans son métier ou à l’occasion de celui-ci, c’est vraiment vouloir repousser toute réparation à un pauvre malheureux devenu peut-être invalide pour le reste de sa vie car il lui sera presque impossible de prouver la faute de son patron.
Le progrès social, l’équité qui s’imprègnent de plus en plus de charité, se refusent à admettre des solutions aussi brutales. Fermer cette soupape humanitaire, qui s’enferme pourtant dans la légalité, c’est peut-être préparer d’autres explosions autrement dangereuses et plus terribles.
C’est pourquoi, pour ma part, je me suis élevé au sein de la commission législative contre l’amputation de votre projet de code de toute la partie relative au risque professionnel.
(...)
Les analyses de Choucri Cardahi sur le référentiel de la Chari'a et ses différentes déclinaisons en droit et morale (le titre de son ouvrage op. cit.) ont été et restent importantes. Bernard Botiveau le considère comme l'un des quatre auteurs arabes francophones qui ont laissé leur nom dans les études de droit musulman classique.

En conclusion de sa note bibliographique sur Droit et Morale, Henri Donnedieu de Vabres conclut ainsi:
"La complexité croissante des relations sociales pose des problèmes à l'égard desquels la position respective du civiliste, du moraliste chrétien ou musulman n'a pu encore se manifester : elle ne peut être que pressentie. Que dire, à cet égard, du progrès de la science ? Les révélations récentes de la biologie, de la physiologie glandulaire, de la psychanalyse ouvrent à l'appréciation et au dosage de la responsabilité humaine des horizons nouveaux. La mise en œuvre de ces données rationnelles, l'exploration du subconscient par des procédés chimiques nouveaux posent au thérapeute, à l'expert, au juge d'instruction, au législateur lui-même, des problèmes angoissants. Si constant que soit le souci d'objectivisme de l'auteur, il est inévitable que sur ce terrain inexploré ses préférences intimes affleurent. Le lecteur s'inclinera devant une spiritualité qui, alliée au traditionalisme et au sens aigu des réalités, semble un reflet de cette civilisation islamique que M. le Premier Président Choucri Cardahi a illustrée de sa plume et que sa pensée ne quitte pas."

Dans le domaine littéraire, les écrits de Choucri Cardahi sur le rapport des écrivains français à la foi chrétienne ont été reconnus tant par leur style que par leur contenu:
"Le style, qui fleure le classique, est d'une pureté que nombre d'écrivains français semblent ignorer. Les allusions, les citations, les références sont amenées avec ce naturel que seule donne une fréquentation des maîtres. Ne parlons pas de l'érudition de l'auteur: elle confond l'esprit."  Daniel-Rops
"M. Choucri Cardahi nous fait assister à la Comédie académique, qui est une des formes de la Comédie humaine. (...) Et l' Académie française s'honore d'être ainsi étudiée, scrutée pour elle-même, tout en sachant bien qu'il entre toujours un peu d'aveuglement dans un amour. Mais il faut un peu de magie partout, même dans le bonheur." Jean Guitton
En revanche Choucri Cardahi n'a pas appliqué son approche comparative et son érudition au champ littéraire contemporain du Liban ou du monde arabe en général; ainsi seuls Hector Klat (1888-1976) un ami depuis leurs années en Égypte, Georges Cattaui, le P. Sélim Abou, sont brièvement évoqués dans ses ouvrages littéraires.

## Principales publications

### Champ juridique
- Le Code des obligations du Liban (Étude de droit comparé) Librairie générale de droit et de jurisprudence Paris 1932
- Le Mandat de la France en Syrie et au Liban au point de vue du droit international public et privé. Sirey 1933, Recueil des Cours de l'Académie de la Haye
- La Conception et la Pratique du droit international privé dans l'Islam Sirey 1938, Recueil des Cours de l'Académie de la Haye
- Droit et Morale (en trois tomes LGDJ Paris: 1950, 1954, 1958)
- Plusieurs articles dans des Revues juridiques[33]: Revue de droit international privé -Paris (n°2, 1927; n°2 1928), Revue critique de législation et de jurisprudence -Paris (n°4, 1926; 1931), Revue internationale de droit comparé (n°3, 1951, p. 385-411); plusieurs contributions aux Bulletins de la Société de législation comparée et aux Annales de la faculté de droit de l'USJ -Beyrouth; Mélanges Edouard Lambert op.cit.; Mélanges Paul Huvelin (La Valeur juridique du silence en droit musulman et en droit libanais)

### Autres champs
- Les Hommes de loi dans la littérature française. Variétés littéraires et historiques (Paris 1937);
- Sentiment et Droit. Nos sentiments et nos passions devant la justice et la loi. Étude juridique et sociologique (Beyrouth 1951);
- Paul Claudel. Génie littéraire et Apôtre de la foi retrouvée (Bulletin Saint Louis, 1955-03);
- L'Académie française devant la foi (Paris 1964);
- Regards sous la Coupole (Jounieh 1966);
- La Sainte Vierge dans la littérature française (Conférences données à l'université Saint Joseph de Beyrouth à l'occasion de l'année mariale 1969).

## Distinctions
Parmi ses distinctions, Choucri Cardahi était grand officier de la Légion d’honneur.
Le 12 novembre 1956, il fut élu membre correspondant de l'Institut de France et le resta jusqu'à sa mort.
L’Académie française lui décerne le prix de la langue-française en 1963.
En 1997, son fils Pierre Cardahi créa un prix à la mémoire de son père à l'Académie des sciences morales et politiques de France.